# إيزوبل ديكسون
إيزوبل ديكسون (بالإنجليزية: Isobel Dixon)‏ (1969 في جنوب أفريقيا)؛ كاتِبة وشاعرة جنوب أفريقية.

## روابط خارجية
- إيزوبل ديكسون على موقع ميوزك برينز (الإنجليزية)